# Michael O’Kennedy
Michael O’Kennedy (irisch: Micheál Ó Cinnéide) (* 21. Februar 1936 in Nenagh, County Tipperary; † 15. April 2022 in Dublin) war ein irischer Politiker der Fianna Fáil und mehrfach Minister.

## Biografie
O’Kennedy absolvierte zunächst ein Studium der Rechtswissenschaften und war später als Rechtsberater (Senior Counsel) tätig.
Seine politische Laufbahn begann er 1965, als er für die Fianna Fáil zum Mitglied des Senats (Seanad Éireann) gewählt wurde. Dort war er Mitglied für die Gruppe Kultur und Erziehung. Am 18. Juni 1969 verzichtete er auf den Senatssitz, nachdem er zum Abgeordneten des Unterhauses (Dáil Éireann) gewählt worden war. Dort vertrat er bis 1992 den Wahlkreis Tipperary-North.
Im Mai 1970 wurde er zunächst zum Parlamentarischen Staatssekretär im Erziehungsministerium berufen und behielt dieses Amt bis Januar 1973. Premierminister (Taoiseach) Jack Lynch ernannte ihn zugleich von Dezember 1972 bis Januar 1973 zum Minister ohne Portefeuille, ehe er anschließend bis zum Machtverlust der Fianna Fáil am 14. März 1973 Minister für Verkehr und Energie war.
Nach der erneuten Regierungsübernahme durch die Fianna Fáil unter Premierminister Lynch wurde er am 5. Juli 1977 Außenminister.
Unter Lynchs Nachfolger Charles Haughey wurde er am 12. Dezember 1979 im Rahmen der Regierungsumbildung Finanzminister und behielt dieses Amt bis zu seinem Rücktritt am 16. Dezember 1980. Zugleich war er von Dezember 1979 bis zum Januar 1980 auch Minister für Wirtschaftsplanung und Entwicklung sowie bis März 1980 Minister für den öffentlichen Dienst. Zusätzlich war er für einen Tag vom 21. bis zum 22. Januar 1980 auch Energieminister.
Am 5. Januar 1981 erfolgte seine Ernennung zum Kommissar für Personal, Verwaltung und Statistik der Europäischen Gemeinschaften. Er war bis 1985 neben Richard Burke der zweite irische Kommissar der EG-Kommission unter Gaston Thorn.
Premierminister Haughey berief ihn am 10. März 1987 als Landwirtschaftsminister wiederum in seine Regierung, er übte das Amt bis November 1991 aus. Anschließend war er bis zum Ende von Haugheys Amtszeit am 11. Februar 1992 Arbeitsminister.
Nach seinem Ausscheiden aus dem Unterhaus 1992 war er zwischen 1993 und 1997 erneut Mitglied des Seanad Éireann, ehe er von 1997 bis 2002 als Abgeordneter erneut dem Unterhaus angehörte, in dem er wieder den Wahlkreis Tipperary-North vertrat und zugleich Vorsitzender der Britisch-Irischen Parlamentarischen Vereinigung (British-Irish Inter Parliamentary Body) war.